# Hôpital-Camfrout
 Hôpital-Camfrout  (en bretón An Ospital) es una población y comuna francesa, situada en la región de Bretaña, departamento de Finisterre, en el distrito de Brest y cantón de Daoulas.

## Demografía
| 1290 | 1209 | 1063 | 1407 | 1505 | 1641 |
| Para los censos de 1962 a 1999 la población legal corresponde a la población sin duplicidades (Fuente: INSEE [Consultar]) |      |      |      |      |      |